# Ioan Buraga
Ioan Buraga (n. 29 martie 1954) este un senator român în legislatura 2000-2004 ales în județul Ilfov pe listele partidului PSD. Ioan Buraga a fost validat ca senator pe data de 24 iunie 2004 când l-a înlocuit pe senatorul Doru Laurian Bădulescu. Ioan Buraga a demisionat
din Senat pe data de 13 septembrie 2004 și a fost înlocuit de senatorul Nicolae  Rovinaru. 